# 北川内 (加美町)
北川内（きたかわうち）は、宮城県加美郡加美町の大字。

## 地理

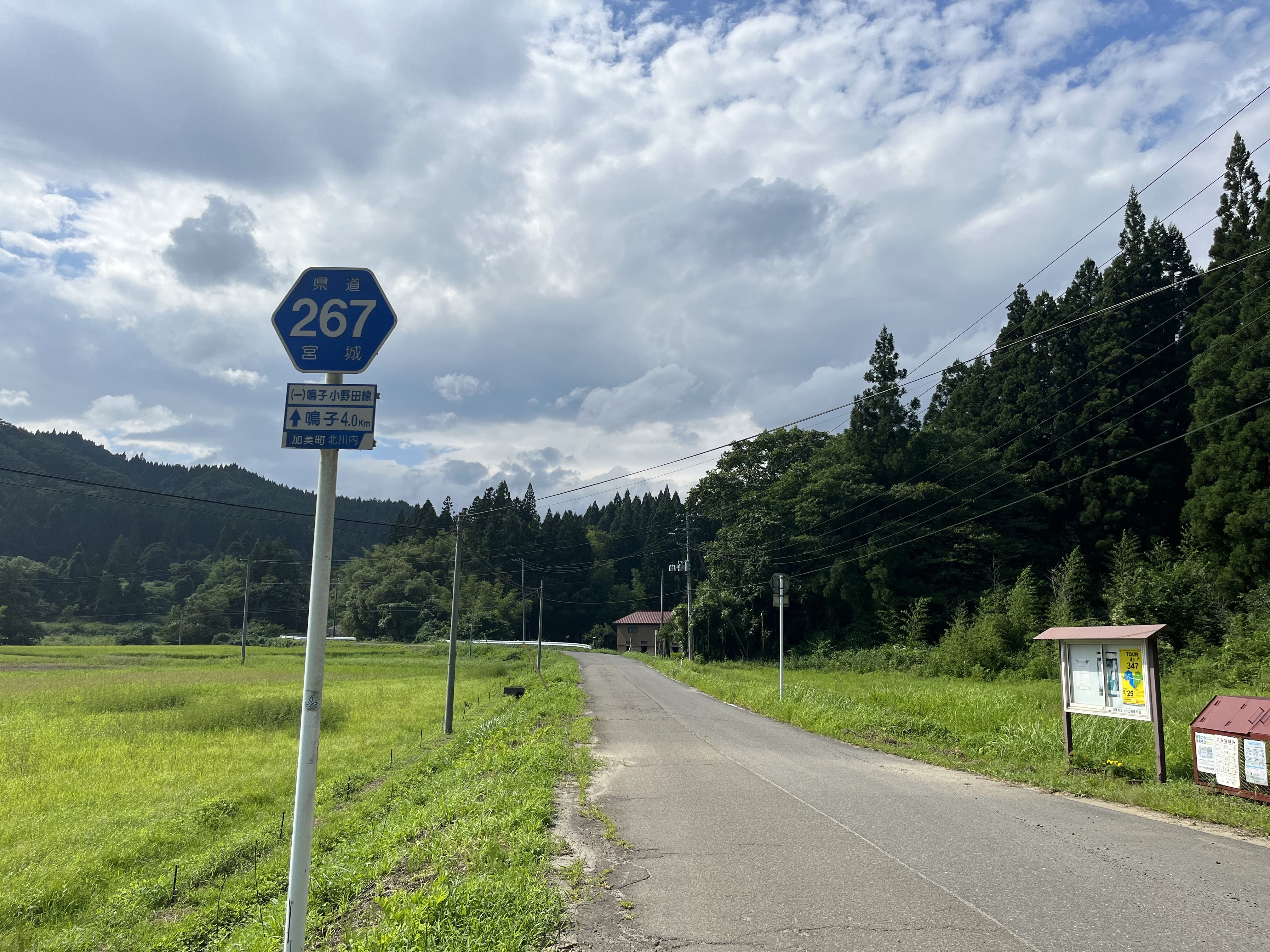
県道267号

田川支流烏川を遡り旧宮崎町役場から5 km先に北川内部落は位置する。

## 歴史

### 縄文時代
加美郡の中央を流れる鳴瀬川・田川の両岸丘陵では、多くの縄文時代の遺物が出土しており、北川内が属した旧宮崎町では約60箇所確認されている。北川内では谷地遺跡と川内洞窟の2箇所が確認されている。谷地遺跡では縄文中期～晩期の石刀などの遺物が出土しているが、川内洞窟では出土品はなく自然にできた洞窟を生活の拠点としていたとされる。尚、谷地遺跡では弥生後期の遺物や古代の須恵器も出土している。

### 中世
旧宮崎町内には、古代～中世の城柵趾・城趾などが合わせて20箇所ほど確認されている。特に田川の北側の丘陵地帯に多く、特徴的なのが縄文・弥生時代の土器出土多発地と一致している点で、他地方に類例を見ない。史料によると、北川内にも牧野館・北川内館があったとわかる。牧野館は牧野八幡社の接続地。「安永風土記」には、南北30間・東西20間とあり、城主は不明。柳沢大館・太鼓森・高幌と続くことから、西の要害地だったと考えられている。対して、北川内館は「安永風土記」に記載は無かったが、俗称館山といわれた。堀切の遺構や大門の地名などがあることから、葛西時代の館趾とされている。また、大崎氏の時代に笠原氏の老臣尾形河内守がここに居たと推測されている。

### 近世
1776年（安永5年）に書かれた文書「風土記御用書出」には「代数有之御百姓」の項があり、村々の100年以上相続した家が記録されている。北川内村では先祖を尾形河内とする十代相続の肝煎仁兵衛を含め6つの家が記されている。
御金山廻り星定吉の「鉱山録」などを写し取った文書「金・銀・銅・鉛山御用留」では、北川内の長鈚惣銘に戸佐山銀山・よしこ沢銀山・鹿の原真山銀山・坪山沢銀山・弥ば山銀山・相の山銀山・川山銀山・杉森銀山・大黒沢銀山・若みこ銀山・長鈚銀山・館ヶ沢銀山が挙げられている。長鈚山での鉱山物発見は1624年（寛永元年）で、嶺上以南は宮崎村、以北は北川内とされていた。尚、1816年（文化13年）に廃山している。

### 近代
1868年（明治元年）、仙台藩領の「嶽山」と称されていた山林や原野のほとんどが官林とされ、1873年（明治6年）の地租改正時には官林と民有林が明瞭に区別された。尚、終戦後は官林は国有林というようになった。民有林も、所持や占有の証拠のあるものは個人有、部落民の草刈・炭焼き・放牧など共有で利用された部分は慣習により部落有の山があった。1876年（明治9年）の政府の地租改正時に民有林と認められ、北川内村有林に編入されたのは、3400町歩の広大な山で、地元では「きたが山」と呼ばれた。1889年（明治22年）に宮崎・柳沢・北川内の3村が合併し宮崎村が誕生した後、大正10年まで、各村の部落有林は統合されず、地元住民が薪炭材や家屋建築材として自由に伐採していた。これは、宮崎村誕生により山野が自然統一されることで北川内村民が不利になるという見地から、1889年（明治22年）9月に誤謬訂正の登記を行い、菅原直次外22名の共有地とする対策が行われた。尚、当時は乱伐・無手入・火入などが行われたことで禿山となり、極度に荒廃してしまった。1899年（明治32年）、陸軍省では向山牧場の拡張を要望していたため、共有林のおおよそ半分にあたる1800町歩を25000円で陸軍省に売却。当時は軍馬山と呼ばれた。しかし、軍馬山と向山牧場を合わせるとあまりに広大だったため、その一部を陸軍不要地として北川内23人に縁故払い下げ。その際、払い下げの代金を支払うため、一時的に東北実業銀行に入れたので「銀行山」とも呼ばれた。その後、銀行山の一部はそのまま銀行所有となったが、後年国有林として買上げとなった。また、一部は大阪の飛鳥文吉を経て北海道の谷嘉一郎、更に東北パルプ会社に移り、最終的に十条製紙株式会社（現日本製紙）が所有することとなった。一方、陸軍省に売却をせず共有地として残した1600町歩の林は依然として荒廃した禿山同然だった。1909年（明治42年）には大洪水により土砂が流出。そのため、1913年（大正2年）、国土保全の見地から北川内山のほぼ全域が保安林に組み入れられた。1928年（昭和3年）には北川内施業森林組合が結成され、1931年（昭和6年）から10ヵ年の復興施業案が編成された。これは、農村の不況や経済の行き詰まりにより、共有林持分の権利売買が行われたことが影響したものだった。1952年（昭和27年）、共有地は解散され、分割の上個人所有となった。しかし、時代と共に諸産業が発達するなど旧来の経営・管理は望ましい状態でない見地から、郡長福島繁三から林野統合の勧奨を受けた。一般村民の間でも意見の相違はあったものの、1920年（大正9年）2月、村長菊池浅治の「部落林野統一」を議会に提出するに至った。各部落有財産を宮崎村に寄付することで「宮崎村有林」として一本化し、歴代村長が管理者となり、山野の独立会計は一般会計に組み入れられることとなった。尚、議案には別項のようなものが設けられ、従来の慣行により3部落の地元民に限り払い下げなどの特殊権利が認められた。
1879年（明治12年）の松平知事の時、産馬事業は初めて民間事業になり宮城県産牛馬組合が作られた。日露戦争以来、馬が輸送・農耕のみならず軍馬としての需要が高まり、産馬事業は繁盛した。北川内でも軍馬多数生産尽力者として尾形長吉が挙げられている。1906年（明治39年）の春には、日本で初めてオーストラリアから種牡馬12頭を農商務省で導入し、そのうち3頭が宮崎地区に貸し付けられた。この種馬は北川内・上檜葉野・大平で管理された。
1904年（明治35年）に山田喜平治が15代宮崎村長になると、「愛村は愛林より」「愛林は学童の植樹」との信念から、荒廃した山野の修復のため初めて杉の造林を始めた。尚、1933年（昭和8年）の宮崎小学校平校舎建築費用の一部は、この植林の収益によって賄われた。1913年（大正2年）、村長古内松之介・学校長池田香・農業補習学校教員沼田秀平の計らいで本格的に学校植林が開始された。村議会の協賛もあり、1914年から1919年の間、村と学校が連年一体となって造林に励み、面積は108haに達した。これは、1952年（昭和27年）の北川内分校々舎の財源の大部分を占めた。

### 現代
稲作は、1961年（昭和36年）の農業基本法公布と政府買上米価が年々上昇したことで、作れば売れる時代を迎え質よりも量が重視された。更に3分5厘の低利と20ヵ年償還という融資が開かれたため、畑の水田変換だけでなく、高地の山林原野や河原の荒地までも開田が進んだ。1965年（昭和40年）前後の開田面積の概数の記録が残っており、これによると北川内では畑・河原の約2.5町が開田された。また、この1965年（昭和40年）の開田ブームにより、宮崎町における養蚕の桑園は縮小された。一方、米一辺倒に将来に不安を感じる住民も少なくなく、開田をやめて桑の新植・改植を徐々に増やした地域もあり、北川内もその1つだった。
1928年（昭和3年）、今上天皇の即位式記念の事業として帝国在郷軍人会宮崎村分会が、日清・日露戦没者の英霊を慰めるべく忠魂碑建設を計画。結果、宮崎村民各位の協賛を得て宮崎村忠魂碑が完成した。元々、役場の西旧馬検場に建設してあったものの、終戦後進駐軍取り除くよう通達を受けた。その後、1952年（昭和27年）に講和条約が成立した関係で現在地に移転改装。同時に大東亜戦争戦没者並びに満州開拓犠牲者を合祀された。当忠魂碑の名簿に、北川内の戦没者10名の名前が記録されている。

## 教育

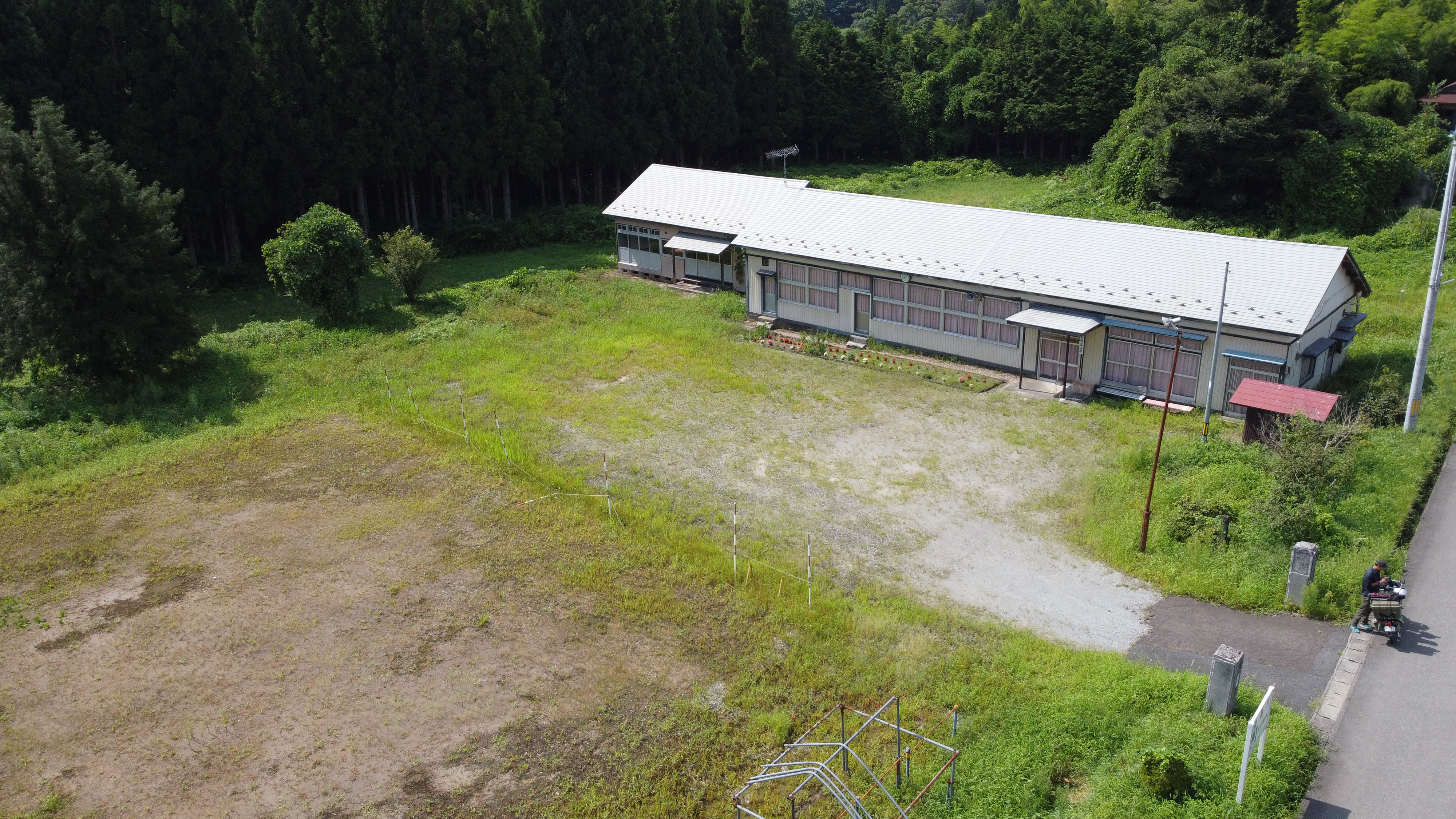
旧校舎

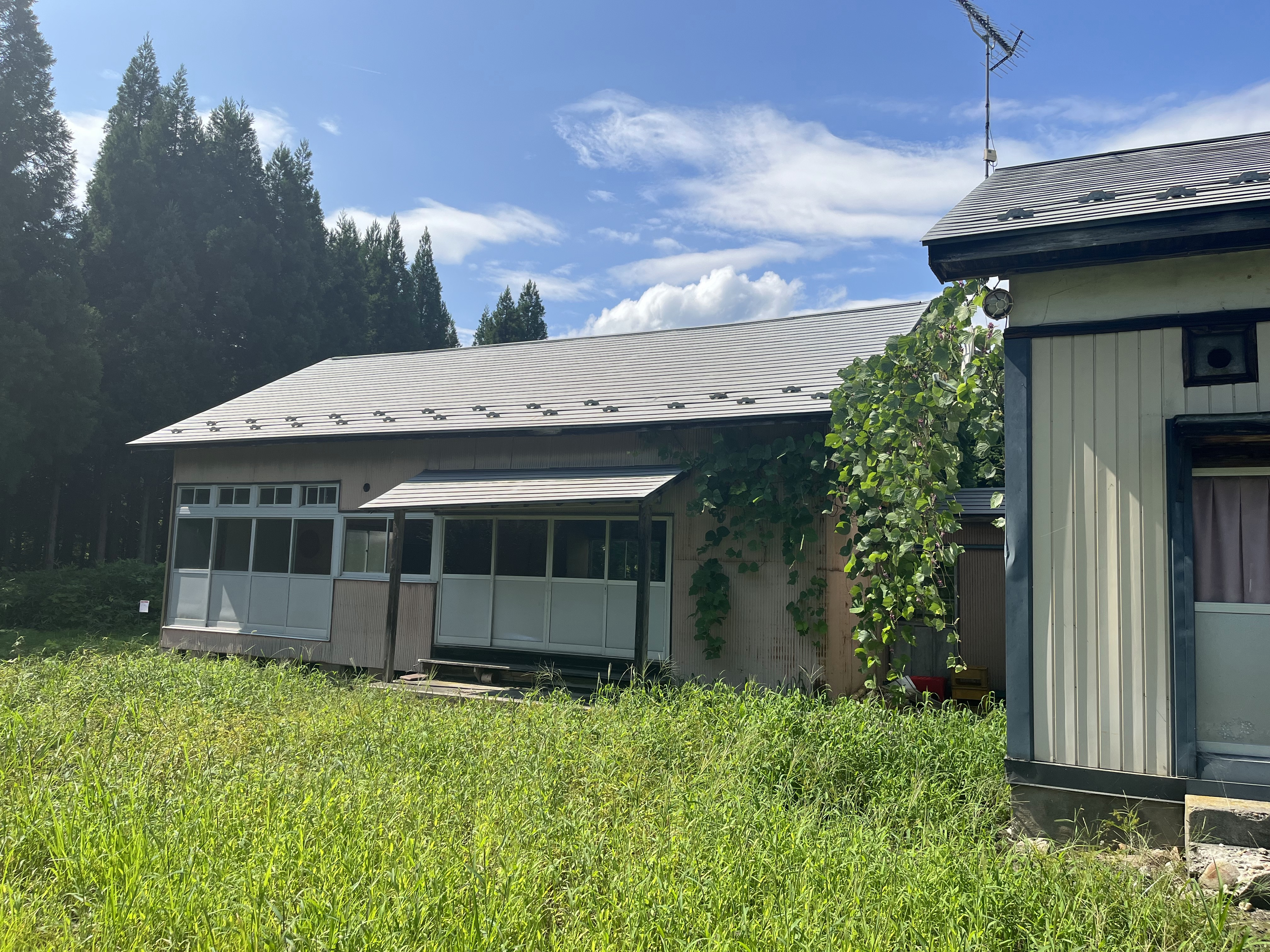
旧校舎

1878年（明治11年）11月、宮崎小学校の支校が北川内に設置される。仮教場として洞雲寺が利用された。その後、1882年（明治15年）7月に校舎が新築された。尚、尾形庄吉の土地が用いられた。また、1952年（昭和27年）に現在地に新築移転し、1970年（昭和45年）には屋内体育場兼部落集会場が設置された。

## 神社仏閣

### 仁王護国神社（熊野神社）

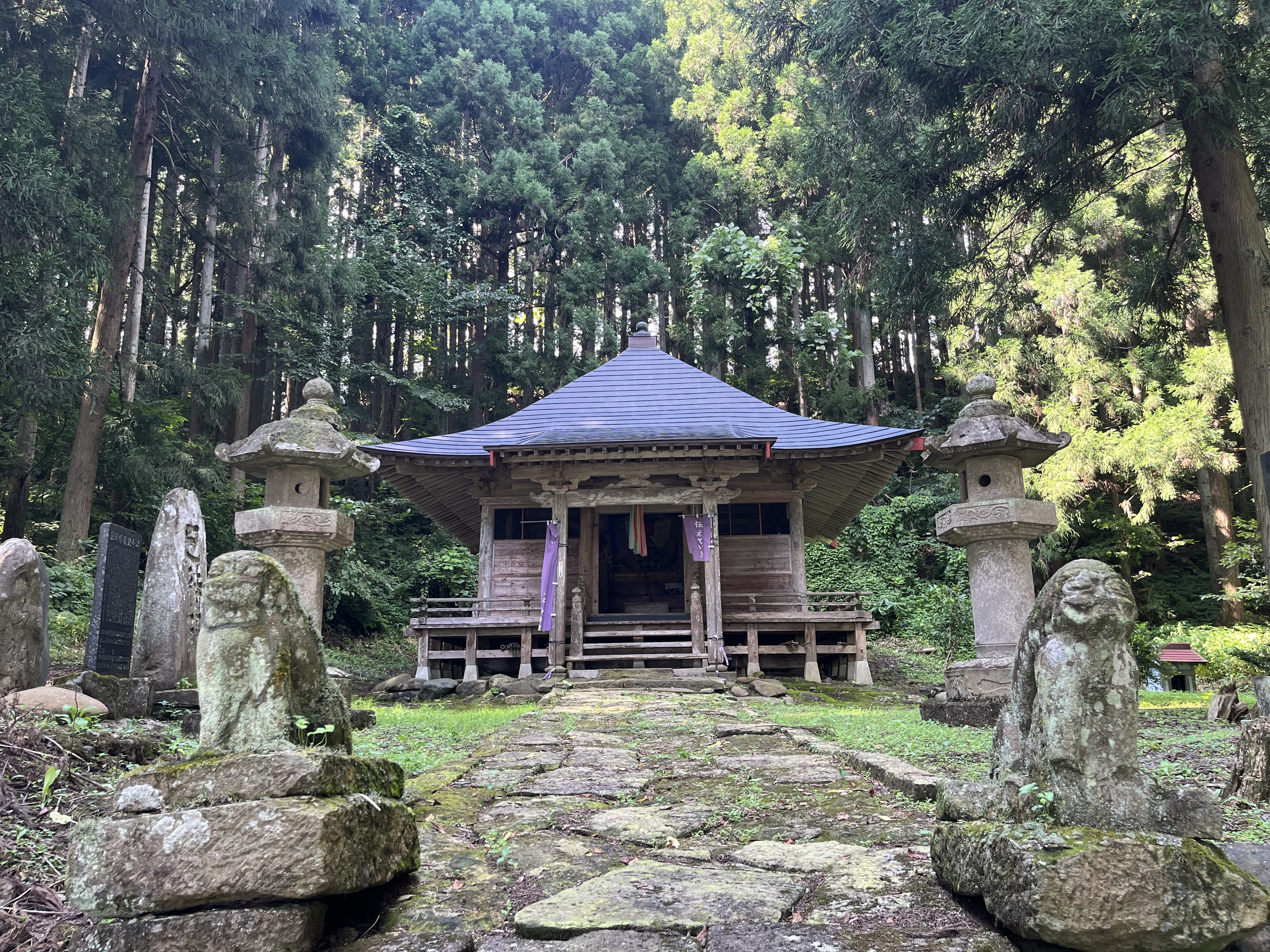
仁王護国神社

仁王護国神社は、北川内虎取川の周辺の上野屋敷に位置する神社。祭神は、熊野堂の素戔嗚尊と仁王堂の大日如来と仁王尊。また祭日は4月19日と9月19日。当仁王堂は加郡内三十三観音の三十一番に数えられている。802年（延暦20年）、坂上田村麻呂が当地方の蝦夷を平定し、虎取川上流の岳ヶ森に素戔嗚を祀ったのが由来とされている。849年（嘉承2年）、箟岳（ののたけ）に箟峯寺を開いた慈覚大師が、続いて当地に大日如来をきざみ護国山光明寺を開山。1327年（延元3年）に如来堂が建立され、1521年（文永18年）には護国山光明寺が建立された。1544年（天文22年）に現在地に移転され、如来堂村は北川内村に改められた。また、素戔嗚尊を祭神とする熊野堂が1704年（宝永元年）に奥の院として建立された。近代に入ると神仏分離の令により、1872年（明治5年）に熊野神社（仁王護国神社）として祀られるようになった。堂内の仁王尊像は、鎌倉時代の力の表徴彫刻の代表的なもの。一体は那羅延金剛（金剛力士）で、もう一方が密迹金剛（密迹力士）。

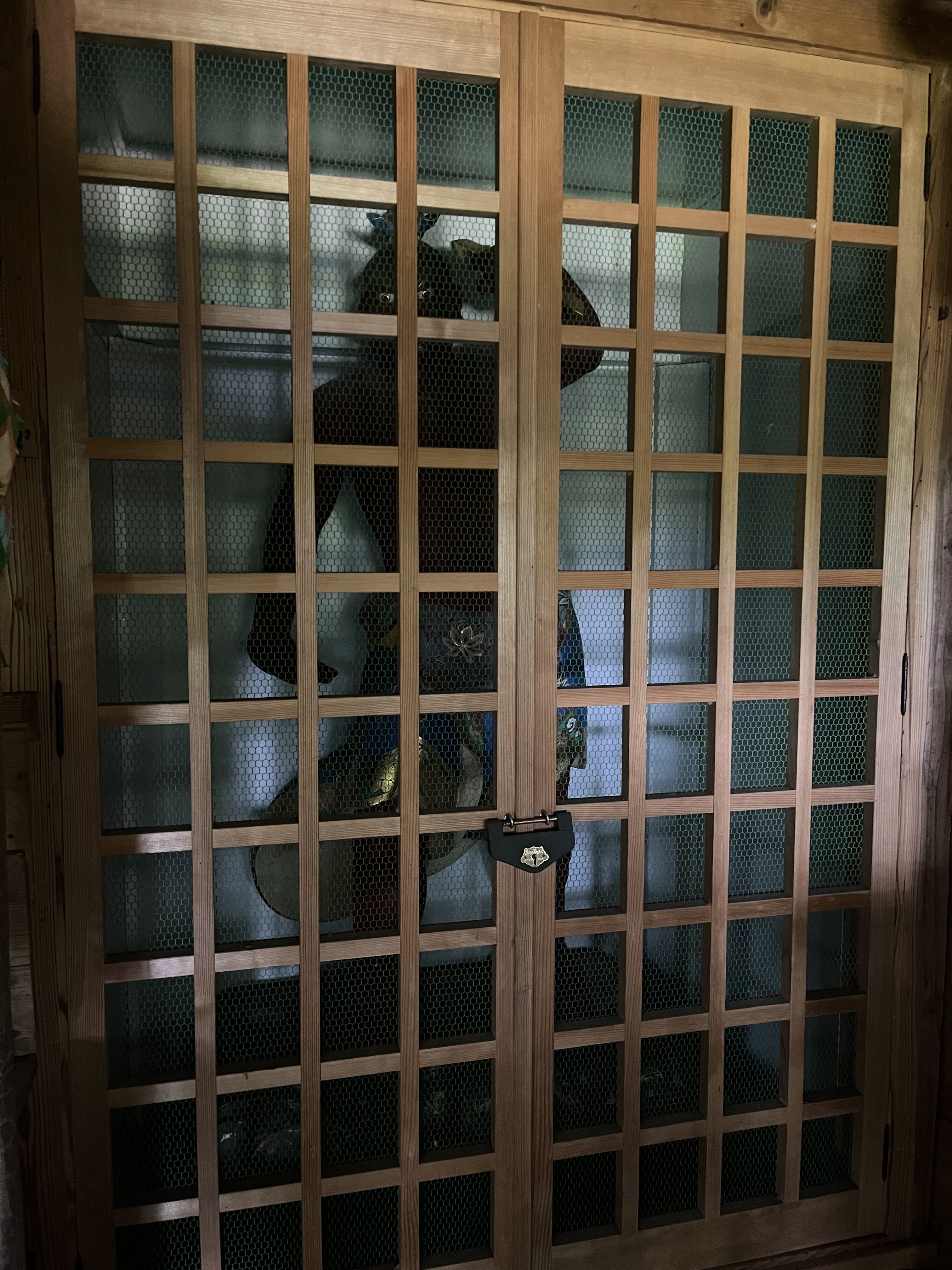
金剛力士

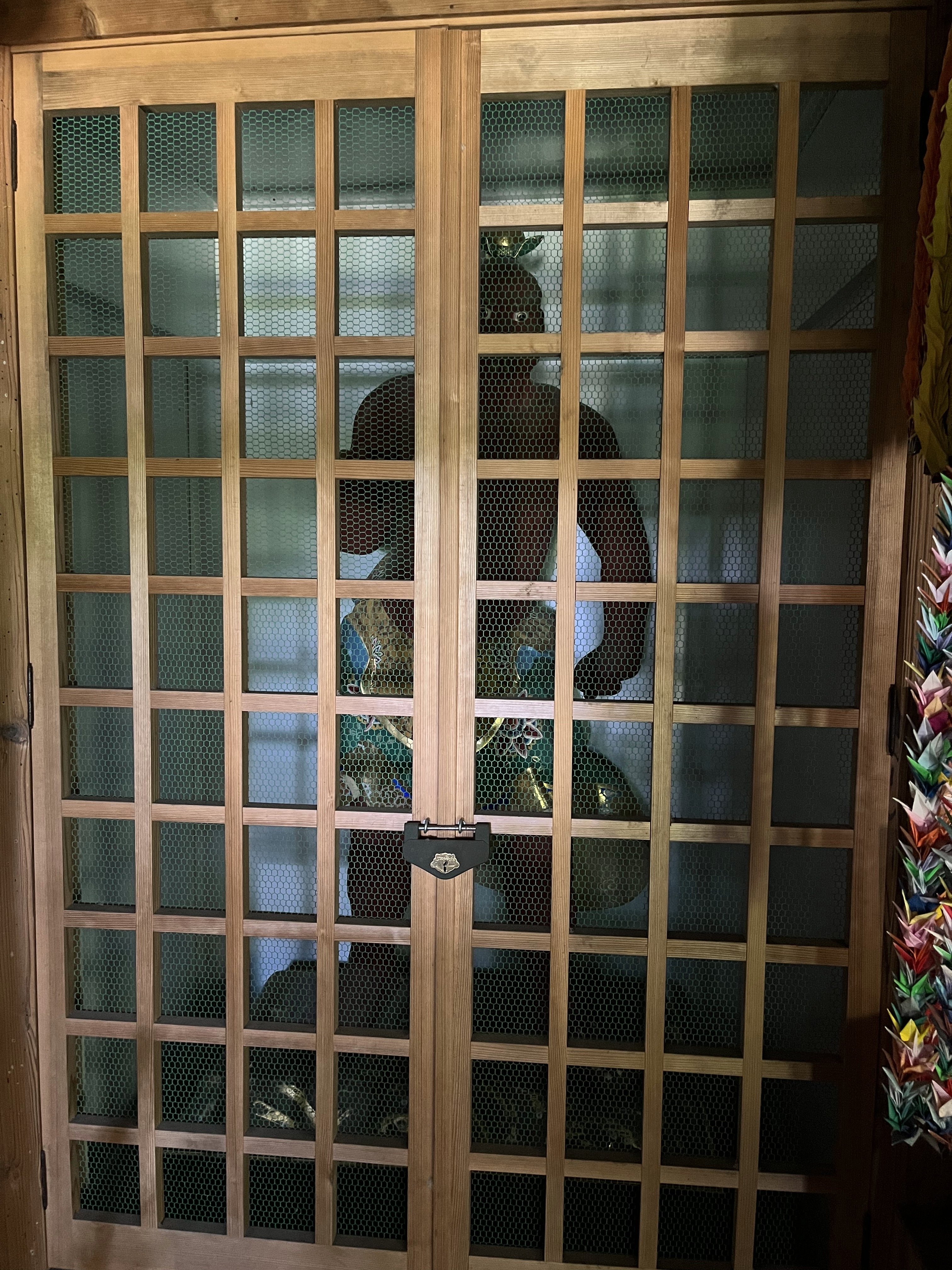
密迹力士

右に位置する口を開いた金剛力士は悟りの門を開いて正しい理を通じ、左の口を閉じた密迹力士は悪趣の門を閉じて罪悪を止めるており、人間の道をこの仏のくちによせてしている。

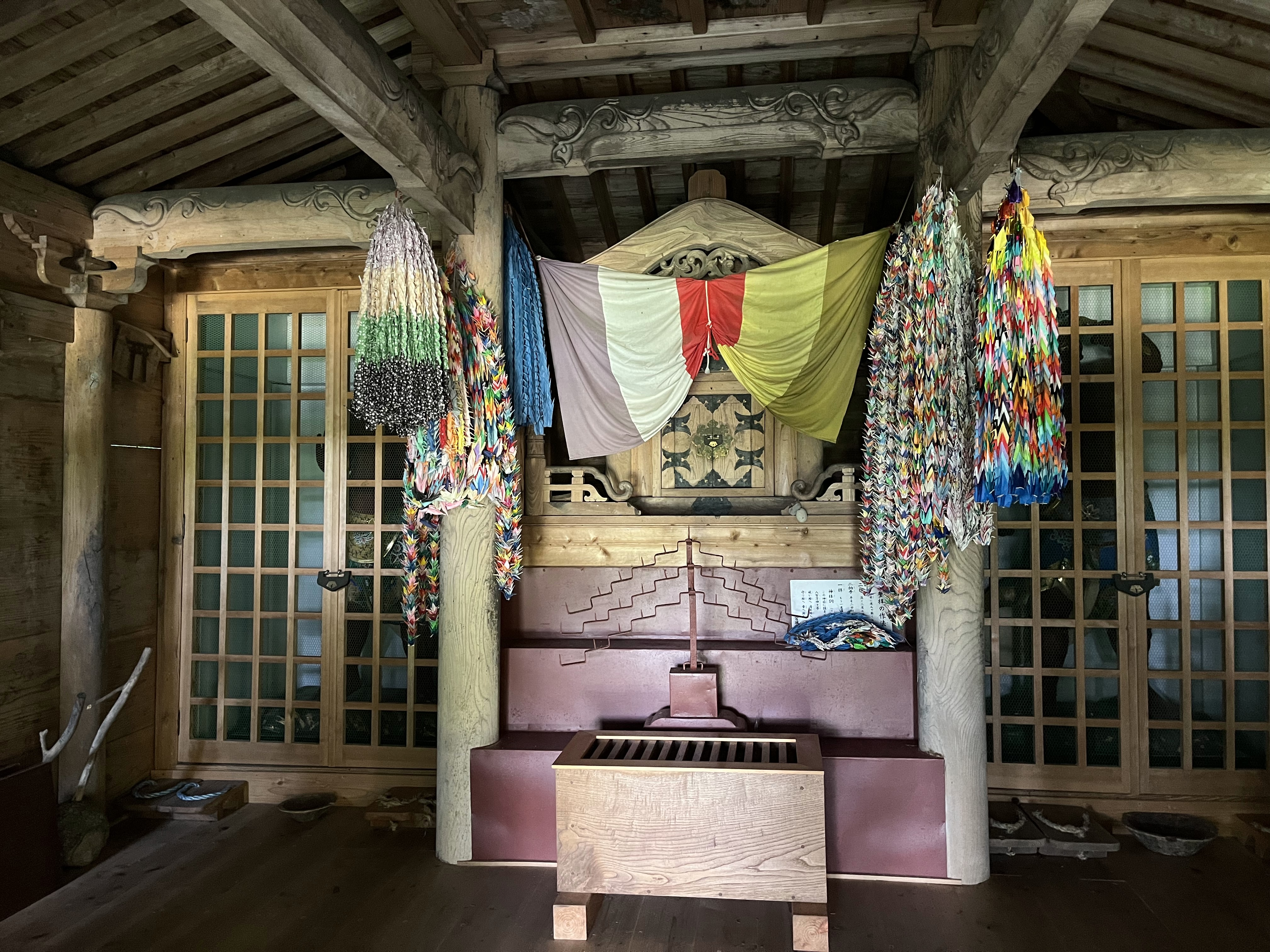
仁王護国神社内部

また、仁王尊像に関する伝説が2つある。

#### 伝説(1)
北川内にいた大工におたけという17歳の若さで亡くなった娘がいた。その娘は夜な夜な不思議な夢を見せられていた。その夢とは、東方にある池の底に尊い仏体が沈められてあるので、速やかに如来堂に祀り仏法を弘め衆生を済度せよとの御仏託だった。ある時、箟岳山で修行していた地元出身の僧が帰郷した際、この夢の知らせを語った。その僧が東方を隈なく探した結果、南沢堤の底に沈んだ2体の仏体を発見し、密かに運び如来堂に祀ったという。

#### 伝説(2)
むかし北川内は、仁王尊を祀る如来堂があることから如来堂と称されていた。平安朝時代に慈覚大師により開山されたとされ、仁王様は古来疱瘡の神として近郷から深く信仰されていた。寛永の頃、北川の百姓が岩出山（現大崎市）からの帰り道に丹波谷地の山林を通った際、林の中に捨てられた仁王像2体を発見。翌日から北川の人たちで運搬したものの、祀るお堂が無かったため、急いで如来堂を建てようやく祀ることができた。しかし建立に半月も要したため、水田は荒れヒルムシロが一面に茂ってしまった。そこで除草にとりかかろう水田に向かうと、既に雑草は綺麗に無くなっていた。これは仁王様が農民達が知らぬ間に除草してくれたため、それから一生生えなくなったと云う。
尚、この仁王尊像は元々岩出山満願寺山門にあり城主伊達宗秦が疱瘡の神として尊信していた。しかし、1638年（寛永15年）12月に江戸で宗秦が疱瘡を病み逝去したため、家老の1人が仁王尊像が城主を守らなかったとの理由で丹波谷地の山林に捨てた。それを拾って北川に祀ったのが如来堂の仁王尊像だとの言い伝えがある。

## 文化

### 北川内神楽

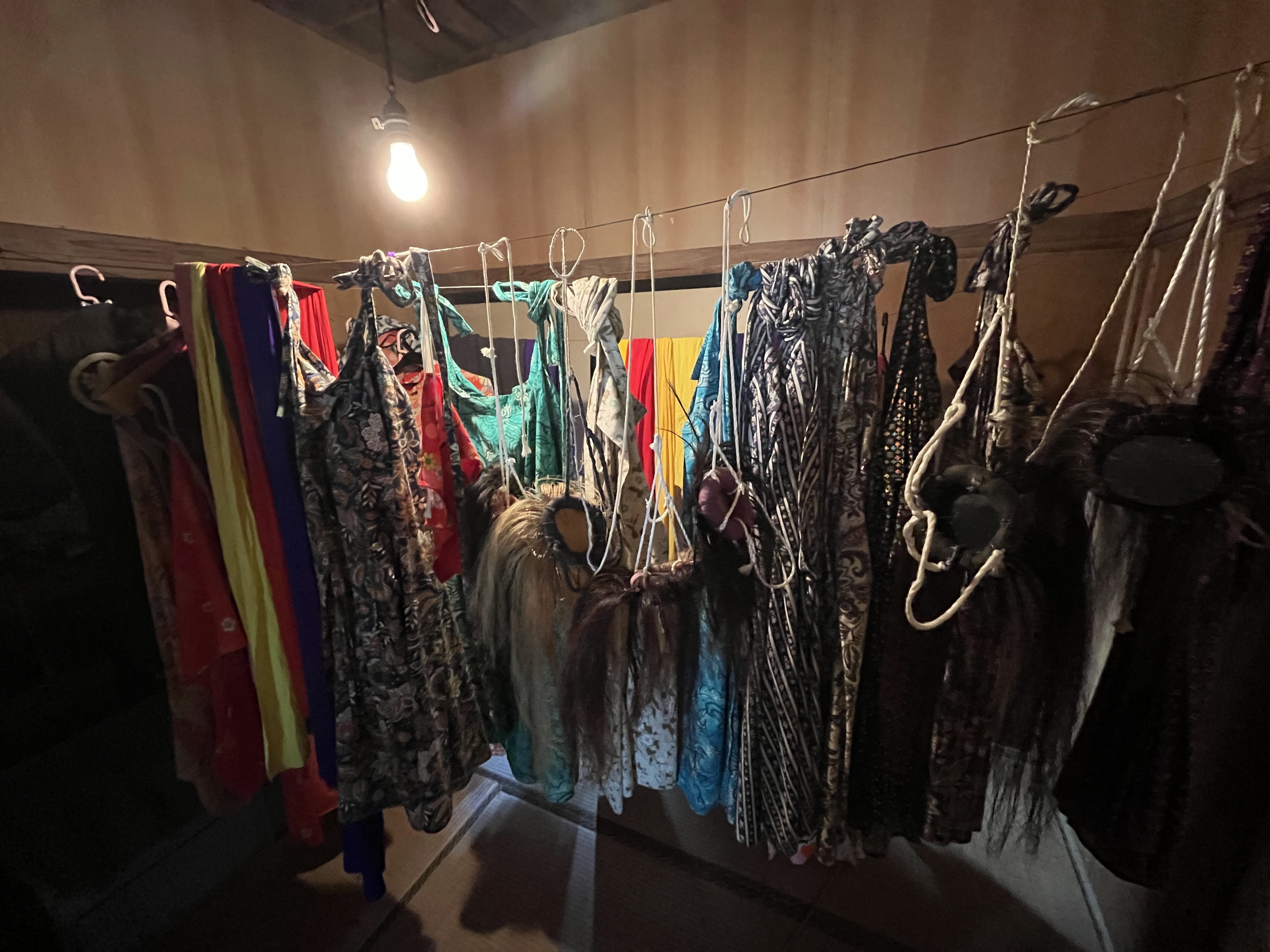
北川内神楽の衣装

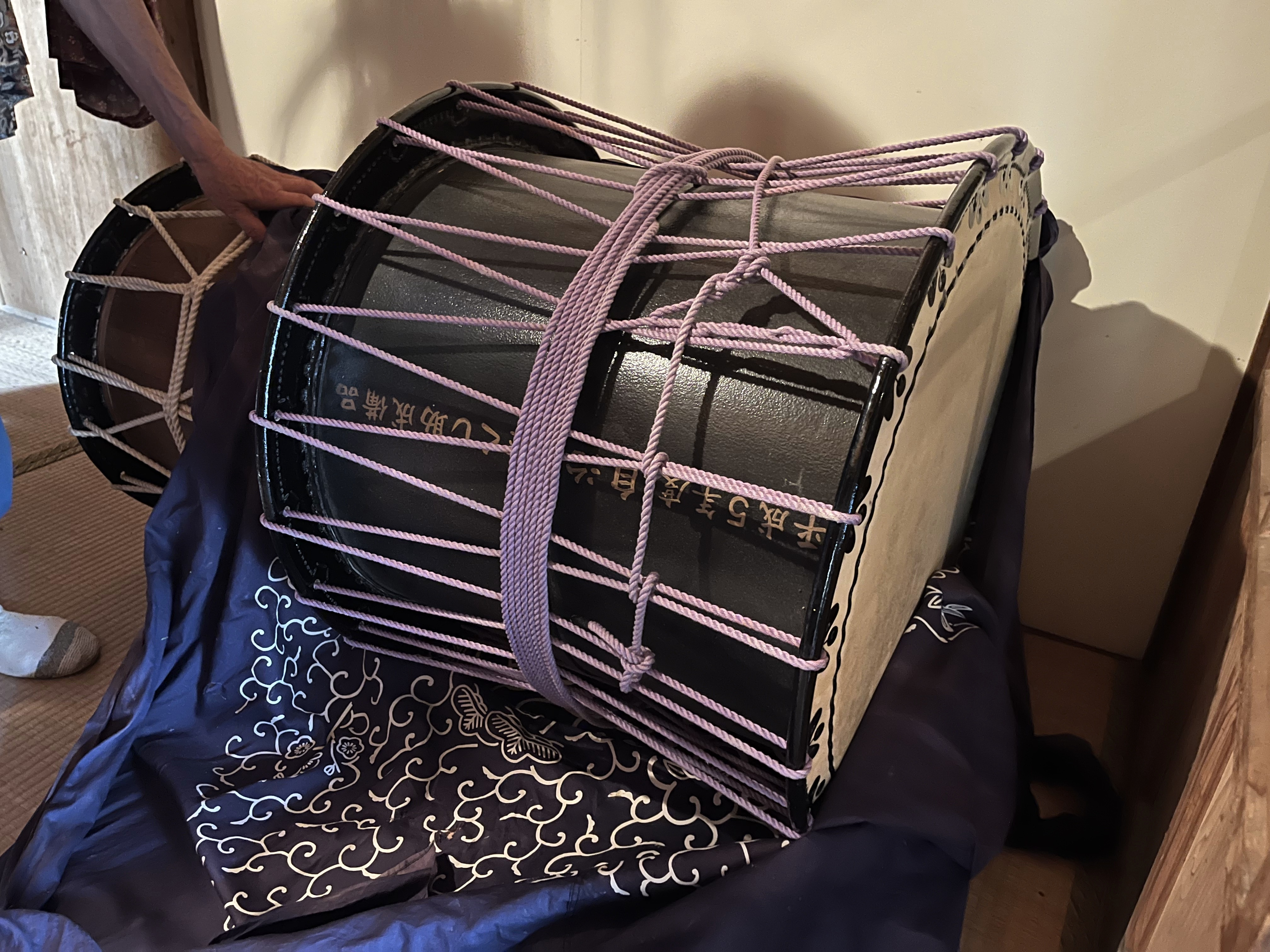
北川内神楽の太鼓

北川内神楽は、北川内で受け継がれている南部神楽の伝統をひいたもの。1887年（明治20年頃）に多田川村出身の尾形清左衛門によって創められ、当時の若衆尾形幸之助・尾形長之助などにより演じられていた。元々農民の慰楽として鎮守の祭典・お盆・正月などに行われていたが、後に遠方からの求めに応じても行われるようになった。芸能には、三番叟・五条の橋・那須与一・屋島合戦・一の谷の戦等の合戦物のほかにも、子別れの人情物・狐狩り・桃太郎鬼退治などの余興物も行われる。舞台は櫓式で二間四方で隅に竹を立て注連縄をめぐし、外には附属して楽屋が建てられた。

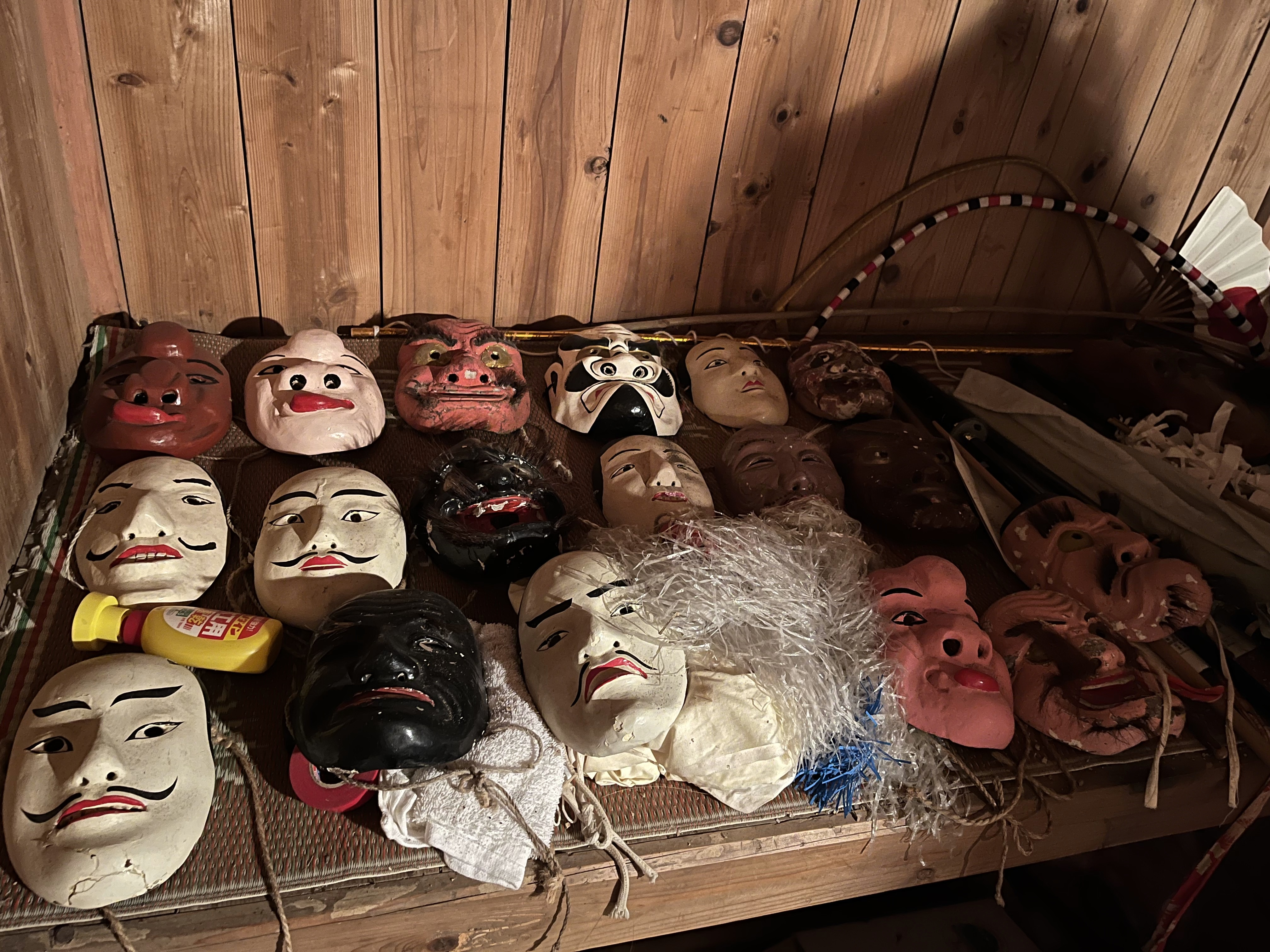
北川内神楽の面

面は、荒面（北川内では鬼面と称す）・若人面・女面・老面など10個あり、荒面には弁慶・直美・能登守、若人面は牛若丸・敦盛・継信・忠信・桃太郎などが使用された。

## 伝説

### 夜泣き石

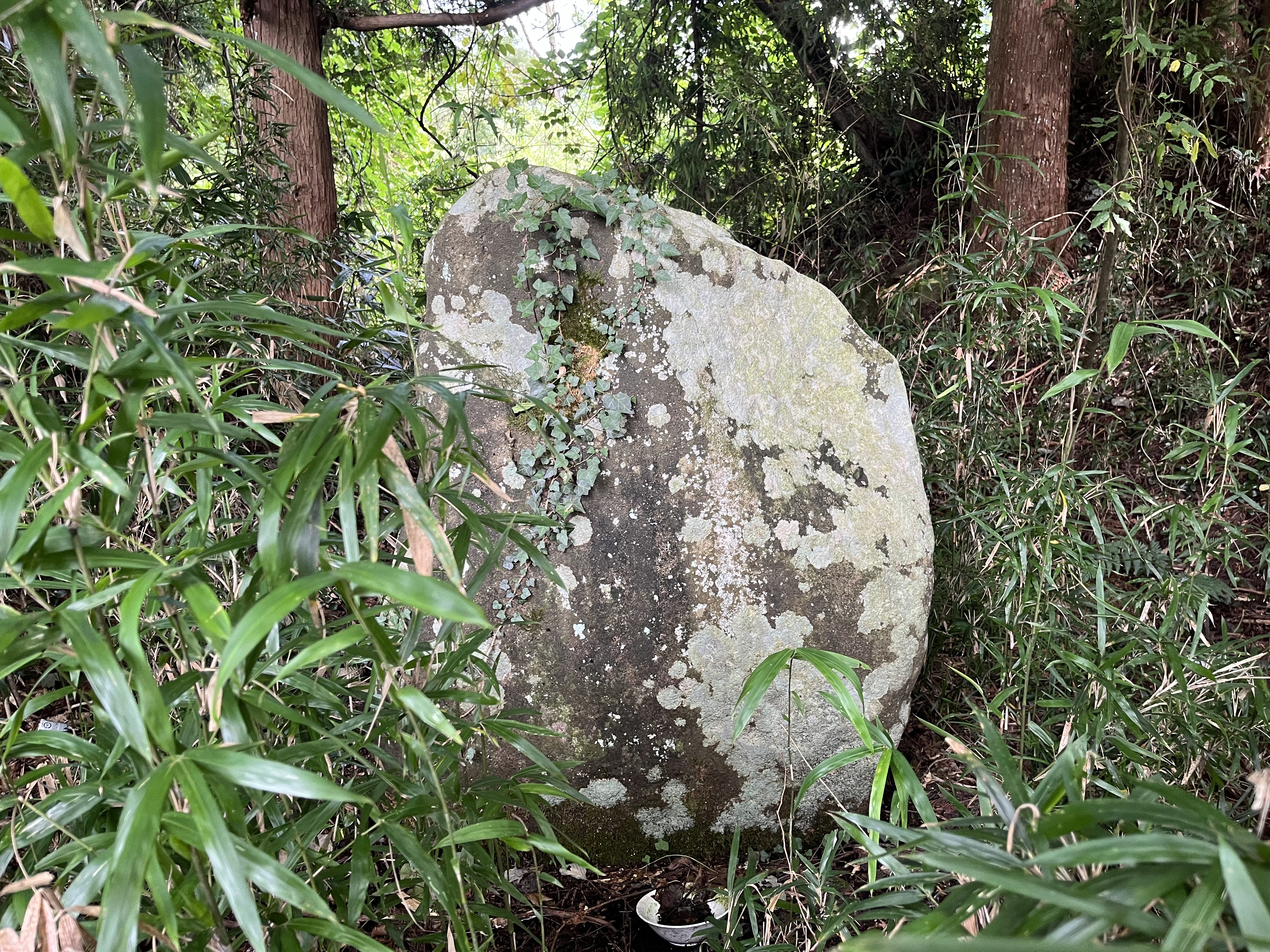
夜泣き石

1855年（安政2年）に建立した宮崎町頭の湯殿山碑は、北川宇戸（北川内）に2つ並んでいた大きい方の石を4年の歳月を要しながら運搬し、領主古内実広公が揮毫して建てられた。一方で残された小さい方の石の苔が赤く枯れた。これは妻の石が別れた夫の石を恋焦がれた自らの熱で枯れたとされ、また真夜中になるとシクシクとすする鳴き声が北川の道を行く人に聞こえることもあった。夫婦別れとなり独寝の寂しさに泣くのであろうと、北川村の人たちは路傍に祠を建ててこれを祀るようになった。文字は刻まれていないがこれを夜泣き石という。